# Газінський Віталій Іванович
Віта́лій Іва́нович Газі́нський (нар. 3 квітня 1945, Сербинівка, Старокостянтинівський район, Хмельницька область - 20 березня 2019, Вінниця) — диригент, композитор, професор, завідувач кафедри методики музичного виховання, співу та хорового диригування Вінницького державного педагогічного університету імені М. Коцюбинського, заслужений діяч мистецтв Кабардино-Балкарської АРСР, заслужений працівник культури України, народний артист України, почесний громадянин Вінниці.

## Біографія
Віталій Газінський народився у багатодітній сім'ї, мав сім братів і сестру. Батько грав на багатьох струнних інструментах, мати вміла співати.
Після закінчення школи навчався у Хмельницькому музичному училищі, потім — в Одеській консерваторії. По закінченні консерваторії Газінський був призваний до армії, проходив службу в Ансамблі пісні і танцю Одеського військового округу, де був солістом і диригентом. Після цього деякий час працював хормейстером в Одеському оперному театрі.
1971 року переїхав до Вінниці, де почав працювати педагогом і керівником хору Вінницького музичного училища ім. М. Леонтовича, а також очолив хорову капелу педагогічного інституту.
1984 року створив камерний хор у Вінниці.
Помер 20 березня 2019 року на 74-му році життя.

## Звання
- Почесний громадянин Вінниці
- «За заслуги перед Вінниччиною»[3]
- Літературно-мистецька премія «Кришталева вишня» (2019)[4]